# Piszcz, jeśli wiesz co zrobiłem w ostatni piątek trzynastego
Piszcz, jeśli wiesz co zrobiłem w ostatni piątek trzynastego (tytuł oryginalny Shriek If You Know What I Did Last Friday the Thirteenth) – amerykański film fabularny (komedia) z 2000 roku, który jest parodią popularnych horrorów – głównie slasherów, takich jak Krzyk, Koszmar minionego lata, Piątek trzynastego czy Halloween. Film przeznaczono do dystrybucji domowej.

## Fabuła
Zostaje zabita Screw (Aimee Graham) – młoda, niegrzesząca rozumem dziewczyna. Wkrótce szczęście odwraca się także od grupki nastolatków, uczniów prowincjonalnego Bulimia Falls High School. Młodzi, w szczególności buntownicza Martina (Majandra Delfino), chcą zejść z drogi cieszącemu się złą sławą zbrodniarzowi, co nie jest łatwe, bowiem psychopata zna sekret, który połączył grupę minionego lata. Martina będzie musiała wykazać się intelektem, jeśli zechce ujść z życiem ze śmiertelnej gry. Musi też uratować przyjaciół, którzy nie przejawiają jakiejkolwiek objawy posiadania komórek mózgowych. Jakby problemów było mało, w mieście zjawia się natrętna dziennikarka Hagitha Utslay (Tiffani Thiessen), chcąca za wszelką cenę wzbogacić się na niecodziennym wydarzeniu.

## Parodie
- Krzyk (Scream, 1996)
- Koszmar minionego lata (I Know What You Did Last Summer, 1997)
- Halloween (1978)
- seria filmów Piątek, trzynastego (Friday the 13th, 1980 – nadal)
- Uwolnienie (Deliverance, 1972)
- Uśpiony obóz 2: Smutni obozowicze (Sleepaway Camp II: Unhappy Campers, 1988)
- Sposób na blondynkę (There's Something About Mary, 1998)
- serial telewizyjny Słoneczny patrol (Baywatch, 1989 – 2001)
- serial telewizyjny Jezioro marzeń (Dawson's Creek, 1998 – 2003)
- Gwiezdne wojny: część V – Imperium kontratakuje (Star Wars, Episode V: The Empire Strikes Back, 1980)
- Christine (1983)
- Blair Witch Project (1999)
- Laleczka Chucky (Child’s Play, 1988)
- Koszmar z ulicy Wiązów (A Nightmare on Elm Street, 1984)
- Jak wykończyć panią T.? (Teaching Mrs. Tingle, 1999)
- Grease (1978)
- Omen (The Omen, 1976)
- serial telewizyjny Sabrina, nastoletnia czarownica (Sabrina the Teenage Witch, 1996 – 2003)
- serial telewizyjny Daria (1997 – 2002)
- serial telewizyjny Czarodziejki (Charmed, 1998 – 2006)
- Teksańska masakra piłą mechaniczną (The Texas Chain Saw Massacre, 1974)
- Rydwany ognia (Chariots of Fire, 1981)
- Halloween 3: Sezon czarownic (Halloween III: Season of the Witch, 1982)
- Czarnoksiężnik z krainy Oz (The Wizard of Oz, 1939)
- Wściekłe psy (Reservoir Dogs, 1992)
- American Pie (American Pie, 1999)
- Kevin sam w domu (Home Alone, 1990)
- spoty reklamowe Mentosa
- postać Hannibala Lectera
- zespół Mötley Crüe

## Zasady
W klimakterycznym momencie filmu główna heroina, Martina, burzy czwartą ścianę, tłumacząc pozostałym bohaterom, iż biorą oni udział w sytuacjach rodem z filmowej parodii. Podobnie jak w trylogii Wesa Cravena Krzyk tłumaczono zasady horroru, tak w tym filmie Martina wyjaśnia reguły, którymi rządzą się filmy parodystyczne.
Te reguły to:
1. Wyolbrzymiać wszystko.
2. Akceptować, że absurd jest logiką.
3. Gagi podtekstów seksualnych zawsze są śmieszne (szczególnie z głupkowatym podkładem muzycznym).
4. Nieograniczona absurdalność.
5. Nie ma żadnych świętości
6. Wspominaj i wytykaj rażące oczywistości.
7. Uwieczniaj bolesne stereotypy.
8. Nie zrobisz udanej parodii bez sztucznego, żenującego zakończenia.